# Corrigiole
Corrigiola
Genre
Classification phylogénétique
Corrigiola (les Corrigioles) est un genre végétal de la famille des Caryophyllaceae.

## Principales espèces
- Corrigiola imbricata Lapeyr. - Corrigiole imbriquée
- Corrigiola litoralis L. - Corrigiole des rives, Corrigiole des grèves
- Corrigiola telephiifolia Pourr. - Corrigiole à feuilles de téléphium
- Corrigiola verticillata (L.) Kuntze - Illécèbre verticillé